# Nhà thờ Thánh Barbara ở Kutná Hora
Nhà thờ Thánh Barbara (tiếng Séc: Chrám svaté Barbory) là một trong những nhà thờ Công giáo La Mã theo lối kiến trúc Gothic đẹp nhất và nổi tiếng nhất ở trung tâm Châu Âu, tọa lạc ở thành phố Kutná Hora, vùng Trung Bohemia, Cộng hòa Séc. Nhà thờ được UNESCO công nhận là Di sản thế giới từ năm 1995.

## Lịch sử
Nhà thờ Thánh Barbara bắt đầu được xây dựng vào năm 1388. Hoạt động xây dựng nhà thờ trải qua nhiều giai đoạn do chịu ảnh hưởng sâu sắc từ tình hình kinh tế, chính trị của Kutná Hora lúc bấy giờ. Năm 1558, việc xây dựng bị dừng lại do thiếu tài chính. Năm 1626, công trình được bàn giao lại cho các tu sĩ Dòng Tên. Do đó, nhiều phần của Nhà thờ được xây dựng lại theo phong cách Baroque, nhưng vẫn bảo tồn được phần lớn các bộ phận theo kiến trúc Gothic. Trong giai đoạn 1884 - 1905, nhà thờ được tái thiết và hoàn thành việc xây dựng để có diện mạo như ngày nay.

## Độc đáo
Nhà thờ Thánh Barbara xứng danh là một trong những nhà thờ Công giáo La Mã đẹp nhất ở Châu Âu. Phần ngoại thất, nội thất và các cơ sở vật chất như cửa sổ kính, bàn thờ, bục giảng và đài hợp xướng đều được trang trí bằng những chi tiết tuyệt đẹp và hoành tráng.
Ngoài ra, các bức bích họa thời Trung cổ phác họa cuộc sống đương thời của thị trấn khai thác mỏ và các chủ đề tôn giáo vẫn còn tồn tại cho đến ngày nay.

## Hình ảnh

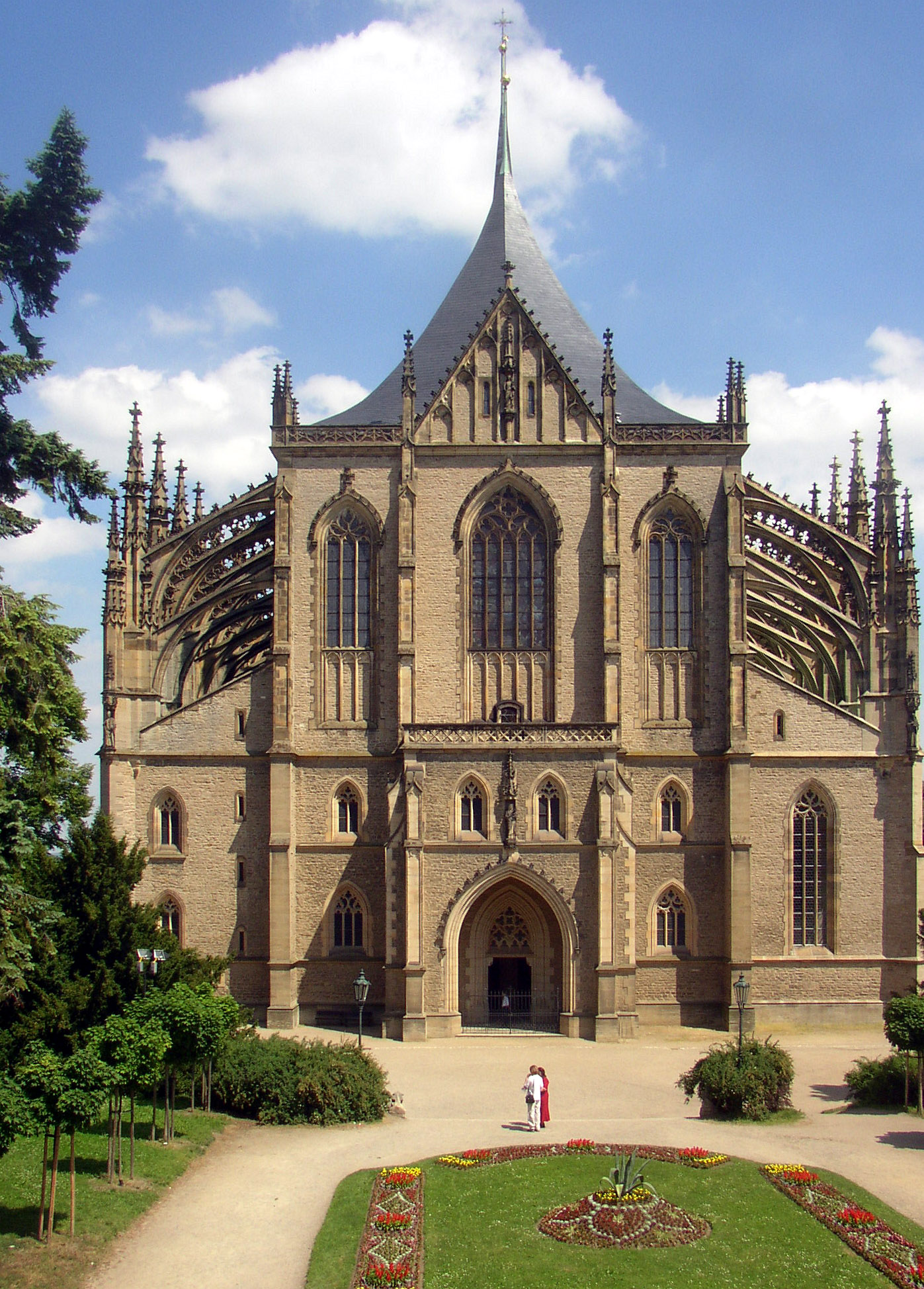
Mặt tiền phong cách tân Gothic
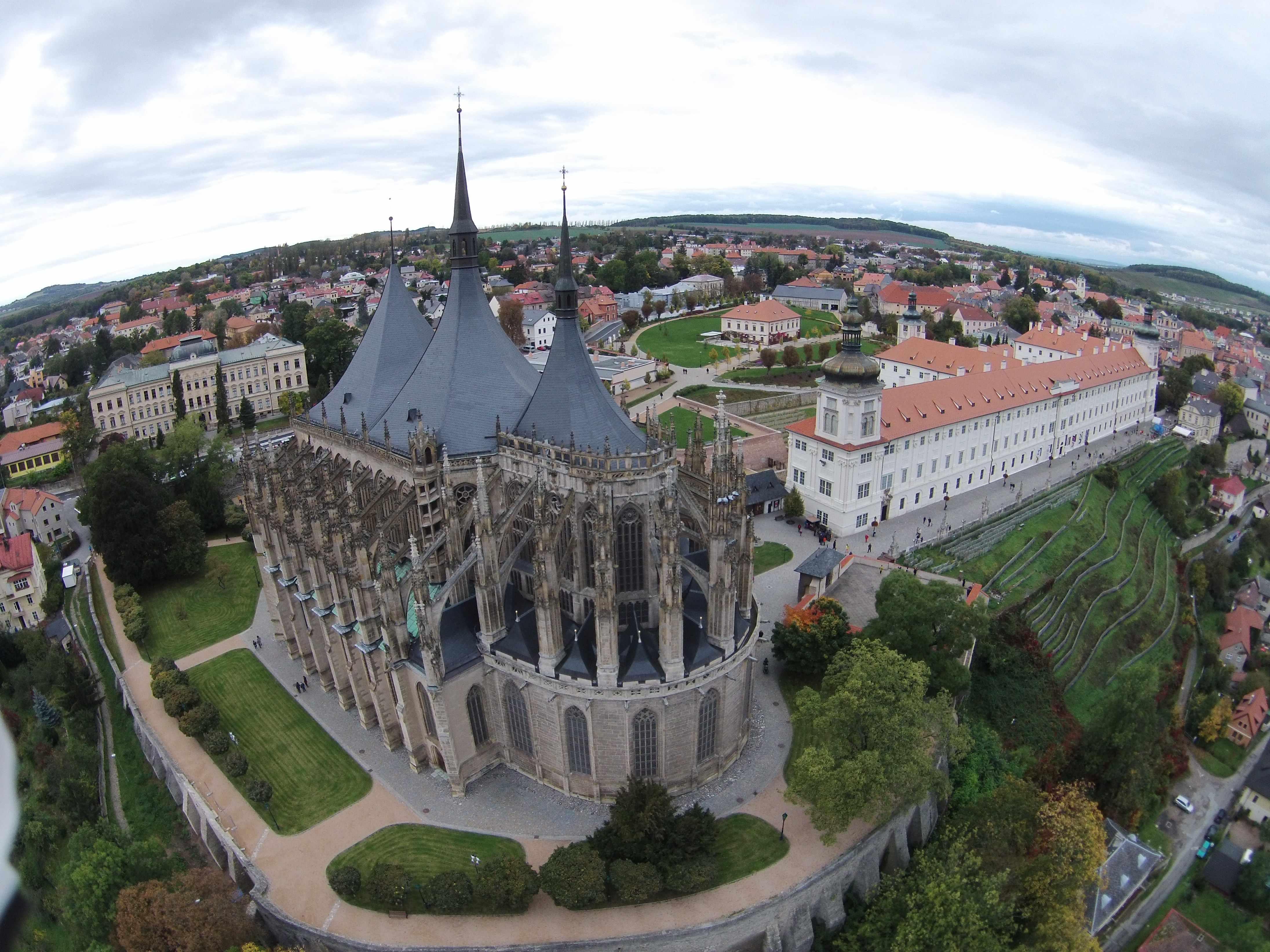
Ảnh chụp từ trên cao (2017)
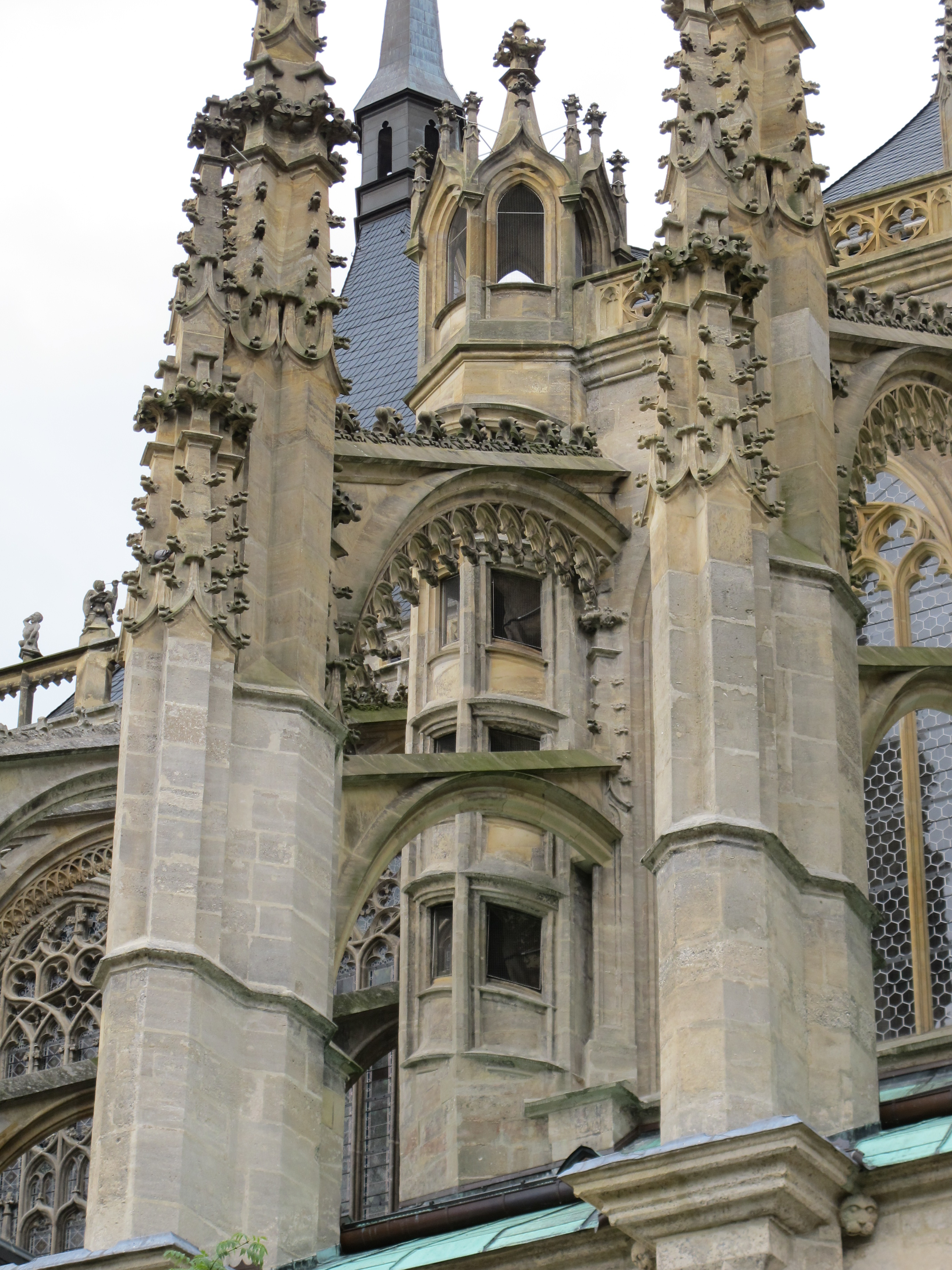
Các chi tiết ngoại thất được điêu khắc
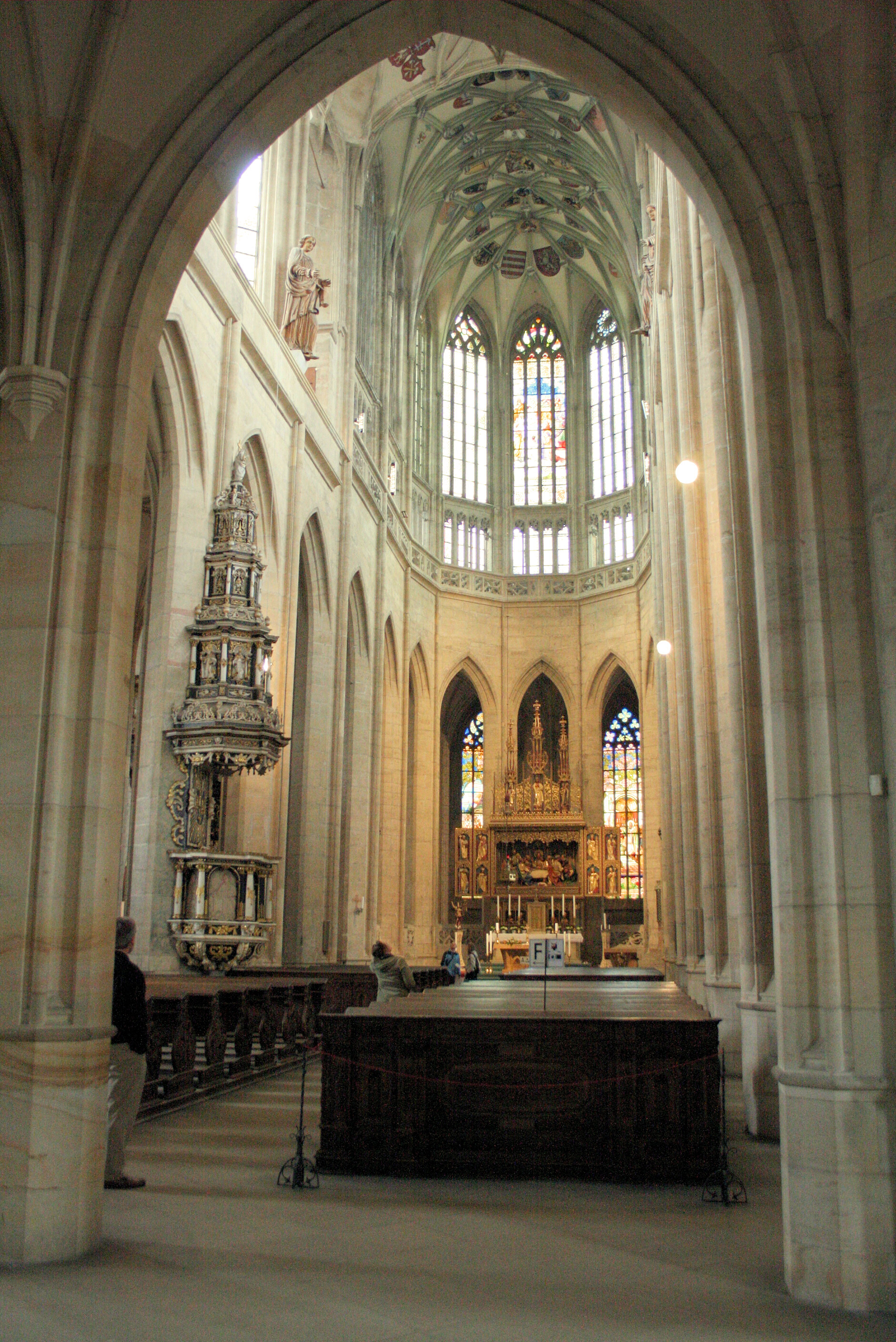
Nội thất
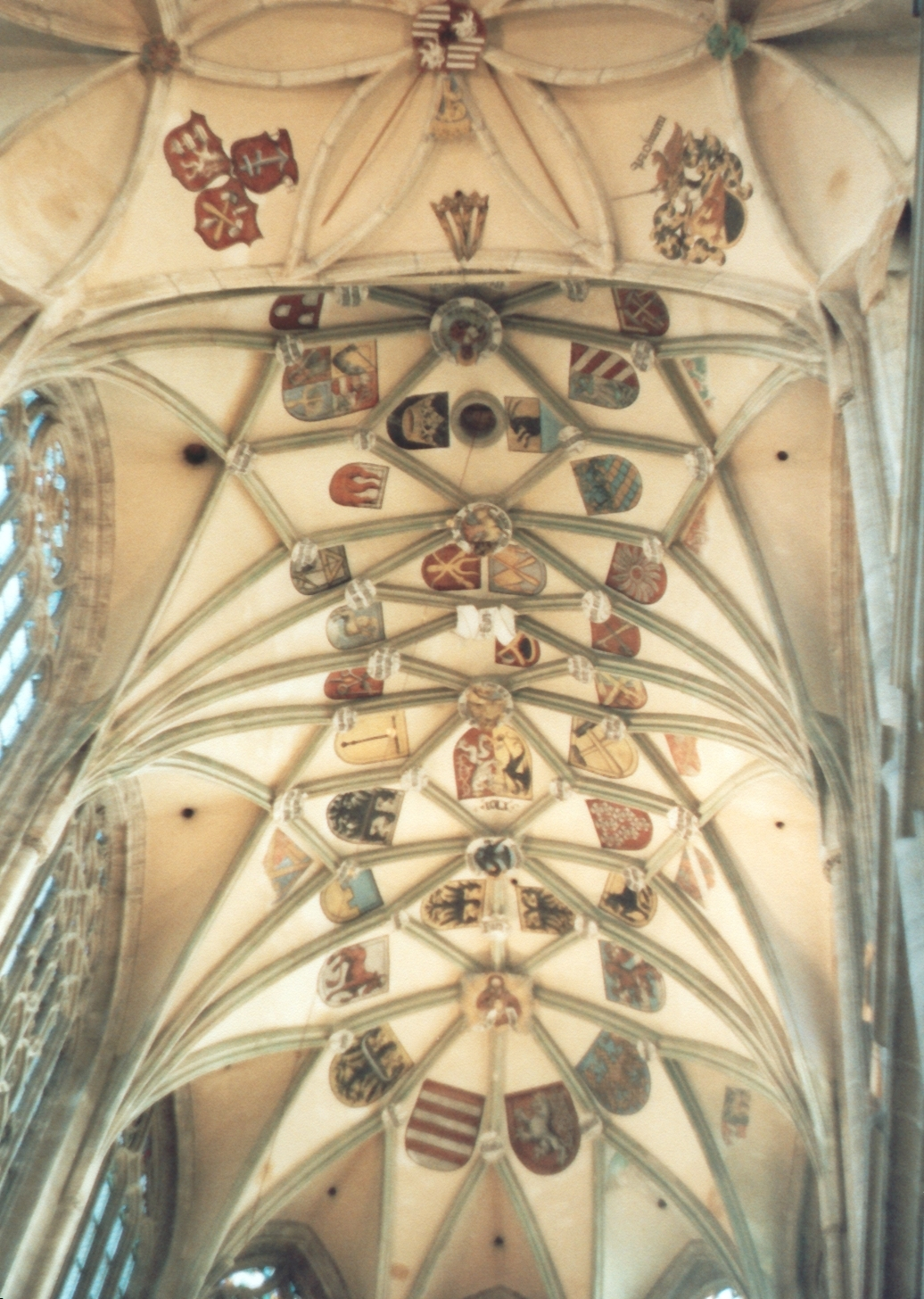
Phần trần nhà
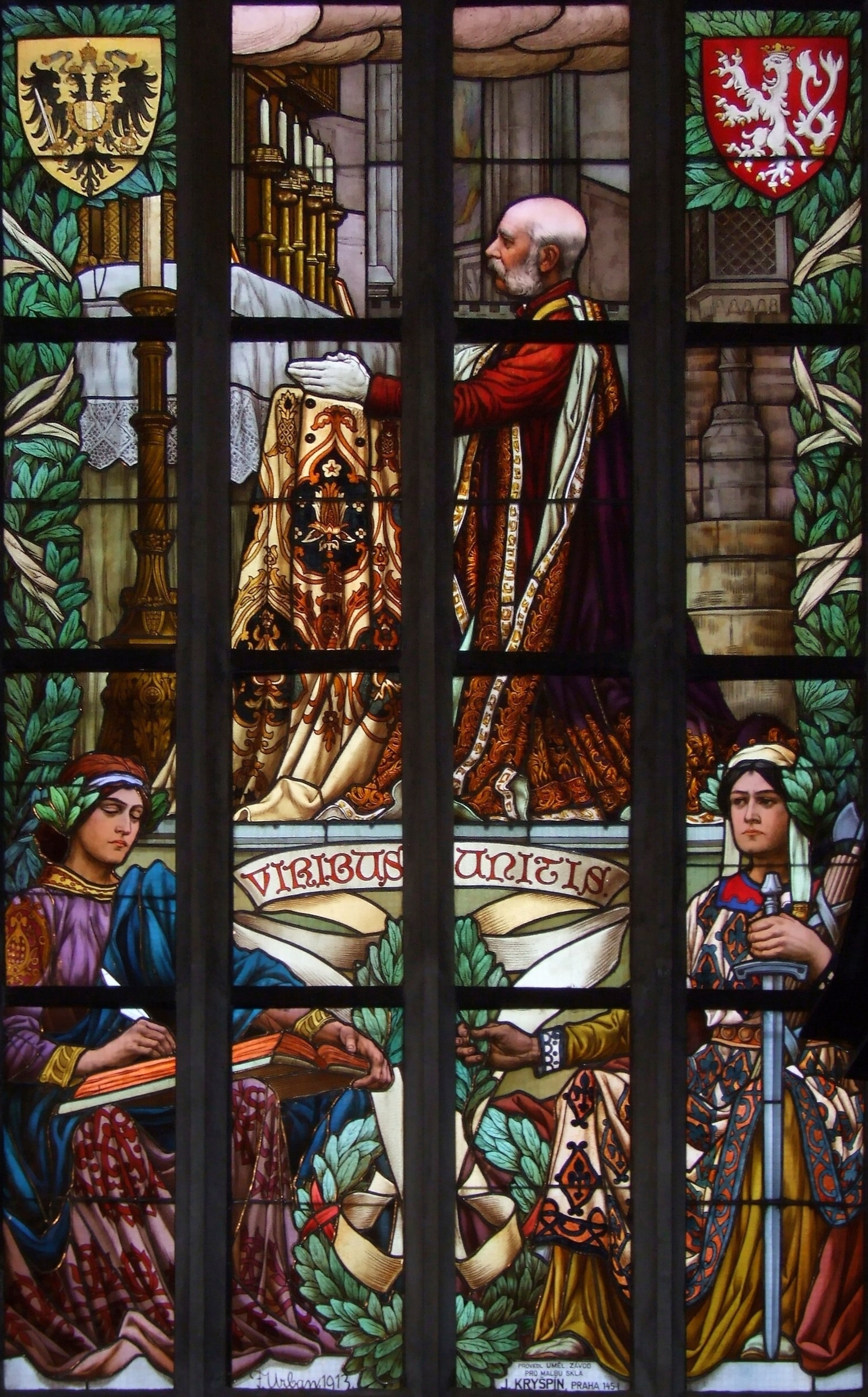
Cửa sổ kính